# Lemuria koroniasta
Lemuria koroniasta (Eulemur coronatus) – gatunek ssaka naczelnego z rodziny lemurowatych (Lemuridae).

## Taksonomia
Gatunek po raz pierwszy zgodnie z zasadami nazewnictwa binominalnego opisał w 1842 roku angielski zoolog John Edward Gray nadając mu nazwę Lemur coronatus. Miejsce typowe to Madagaskar. Holotyp to dorosły samiec (sygnatura BMNH 1837.9.26.80) ze zbiorów Muzeum Historii Naturalnej w Londynie; okaz zebrany podczas rejsu HMS „Sulphur” pomiędzy 9 a 15 marca 1843 roku.
Zgłoszono mutację albinistyczną z całkowicie białym futrem, z wyjątkiem pomarańczowego paska czołowego.
Autorzy Illustrated Checklist of the Mammals of the World uznają ten takson za gatunek monotypowy.

### Etymologia
- Eulemur: gr. ευ eu „typowy, dobry, prawdziwy”; rodzaj Lemur Linnaeus, 1758 (lemur)[11].
- coronatus: łac. coronatus „koronowany”, od coronare „koronować”, od corona „korona”[12].

## Zasięg występowania
Lemuria koroniasta występuje w północnym Madagaskarze, od półwyspu Tanjona Bobaomby na południe wzdłuż wschodniego brzegu rzeki Mahavavy poza Ambilobe, ze wschodnimi granicami rozciągającymi się na południe wzdłuż rzeki Manambato, na południe od Darainy na północ do Sambavy.

## Morfologia
Długość ciała (bez ogona) 34–36 cm, długość ogona 41–49 cm; masa ciała 1,3 kg. Gatunek charakteryzuje się brązowopomarańczową koroną na szczycie głowy. Samice mają szare ciało i pomarańczową koronę. Samce są ciemniejsze w barwach czerwonobrązowych, koronę mają w czerni i pomarańczy. Jako przedstawiciel naczelnych zwierzę charakteryzuje się pseudoprzeciwstawnym kciukiem, widzeniem obuocznym i znaczną inteligencją. E. coronatus dzieli  innymi przedstawicielami rodziny lemurowatych długie i smukłe kończyny, nieco dłuższy nos, mniejszy mózg i grzebień zębowy utworzony przez siekacze i kły.

## Ekologia
Jest endemitem suchych lasów liściastych północnego krańca Madagaskaru. Spożywa głównie kwiaty, owoce i liście. Długość życia tego gatunku wynosi w przybliżeniu 20 lat, dojrzałość płciową lemury te osiągają po 20 miesiącach życia. Porody następują zazwyczaj późnym wrześniem bądź wczesnym październikiem, po ciąży trwającej 125 dni.
Lemur ten ma także niechwytny ogon znacznej długości. Używa go do balansowania podczas skoków z gałęzi na gałąź oraz do komunikacji w obrębie grupy społecznej, której przewodzi samica.
Lemuria koroniasta jest aktywna głównie za dnia. Wykazuje też jednak okresy aktywności nocnej, kiedy pobiera pokarm.
Lemurię koroniastą spotyka się wszędzie w obrębie tropikalnych lasów suchych Parku Narodowego Ankarana do położonych na średniej wysokości lasów deszczowych gór Ambohitra (Park Narodowy Montagne d’Ambre). Zwierzę bytuje na wysokości do 1400 m n.p.m. Sympatrycznie z nim występuje Eulemur sanfordi, dzieląc to samo siedlisko. Różnice obejmują kolorystykę (więcej szarości i brązu i brak v-kształtnej korony na czole, jak też biel na uszach i policzkach tego ostatniego).
Lemuria koroniasta z Ankarana to jedyne lemury tego regionu przemierzające ostre jak brzytwa tsingy (zerodowany wapień charakterystyczny dla tego rezerwatu). Zmierzają one do lasu wcześnie rano i opuszczają go przed zachodem słońca, by osiąść na noc w bezpieczniejszym lesie w kanionie w centrum tychże skał.

## Status
Jego populację szacuje się na 1000-10 000 osobników (dane z 2004), z których większość zamieszkuje Ankarana Plateau, aczkolwiek istnieje także populacja w Montagne d'Ambre.
W Czerwonej księdze gatunków zagrożonych Międzynarodowej Unii Ochrony Przyrody i Jej Zasobów został zaliczony do kategorii EN (ang. endangered ‘zagrożony’).